# Маска ужаса
«Маска ужаса» (фр. Le masque d'horreur, 1912) — французский художественный фильм Абеля Ганса. Считается утерянным.

## Сюжет
Молодой скульптор одержим идеей запечатлеть в глине предсмертную «маску ужаса». Его многочисленные пробы не принесли желаемого результата. Он принимает смертельную дозу яда и лепит «маску», наблюдая в зеркале за своим собственным лицом.

## В ролях
- Эдуар де Макс
- Шарль де Рошрифорт
- Флорель
- Матильда Тизеу

## Дополнительные факты
В 1913 году в журнале "Всемирная панорама"  № 245/52 был опубликован рассказ под авторством А.Ганса "Маска ужаса", отличающийся сюжетно от описания фильма, но совпадающий по именам и характеристиками главных героев - в рассказе сумасшедший скульптор Эрмон убивает собственного сына и доводит жену до безумия, чтобы получить эффектную модель для своей скульптуры. 